# René Laforge
Pour les articles homonymes, voir Laforge.
René Laforge est un résistant français né le 7 novembre 1922 à Arnay-le-Duc et fusillé par les Allemands le 7 mars 1942. Il faisait partie du groupe Gorky de jeunes Bourguignons qui résistèrent dès octobre 1940. Arrêté le 20 janvier 1942 pour distribution de tracts, il fut exécuté le 7 mars 1942 en représailles d'attentats commis pendant son incarcération. 
Sa dernière lettre, dans laquelle il écrit : « Je vais mourir aujourd’hui quoiqu’étant innocent. […] Dites à mon directeur d’école que je suis mort courageusement, comme il sied à l’homme qu’il avait formé. […] Je regarde la mort en face et je n’ai pas peur. […] Je vais mourir en catholique, mes parents étant morts ainsi. […] Je crois que l’heure approche, je suis en train de fumer ma dernière cigarette », a été lue sur Radio Londres et éditée en 2013 dans le recueil La vie à en mourir : lettres de fusillés 1941-1944. 
Il est l'un des quatre normaliens de Côte-d'Or tombés sous les balles allemandes. La rue dans laquelle se trouvait la maison de sa famille à Arnay-le-Duc porte aujourd'hui son nom. A Dijon, la rue dans laquelle se trouve l'inspection académique a été baptisée "rue des normaliens fusillés et de leur camarade".

## La Compagnie René Laforge
La Compagnie René Laforge est un groupe de maquisards formé en 43-44 honorant le nom du martyr, dont le chef était Jean Nasica.